# ملکه جینسونگ
ملکه جینسونگ (۸۸۷ میلادی تا ۸۶۷ میلادی میلادی) (هانگول : 진성여왕) (هانجا : 眞圣女王) پنجاه و یکمین فرمانروای شیلا بود. او همچنین سومین و آخرین فرمانروای زن بعد از ملکه سوندوک و ملکه جیندوک بود. زمان سلطنت او به دلیل ناتوانی در اداره کشور، پایان دوره ی شیلای متحد و آغاز دوره ی جدید سه پادشاهی کره بود.
در کتاب سامگوک ساگی از جین سئونگ به خاطر کار های غیر اخلاقی و غیر مجاز همچون چند همسری. از اخذ رشوه گرفته تا آوردن مردان جوان و جذاب به قصر خود و برقراری روابط نامشروع(رابطه جنسی) با آنها. او همچنین با یکی از فرماندهان عالی رتبه ی خود به نام وی هونگ رابطه داشت. 
عمل های ناشایست او موجب شورش افراد زیادی در کشور از جمله هونگ گیل ، گیون هوون، کی وون،سودال،گونگ یه شد